# Joglland
Das Joglland ist eine waldreiche Mittelgebirgsgegend in der nordöstlichen Steiermark in den Bezirken Hartberg-Fürstenfeld und Weiz. Heute bildet die Gegend die Tourismusregion Joglland–Waldheimat und ist seit 1995 als LEADER-Region Kraftspendedörfer Joglland anerkannt.
Der Name entstand vermutlich in der ersten Hälfte des 19. Jahrhunderts. Namensgebend für die Region ist der Ort St. Jakob im Walde. Da „Jakob“ in dieser Gegend gerne zu „Joggl“, „Jackl“ oder „Jogel“ verballhornt wird. Literarisch wurde dieses Gebiet vom steirischen Dichter Peter Rosegger beschrieben, der am Alpl (Gemeinde Krieglach) als Sohn armer Bergbauern aufwuchs.

## Lage und Landschaft

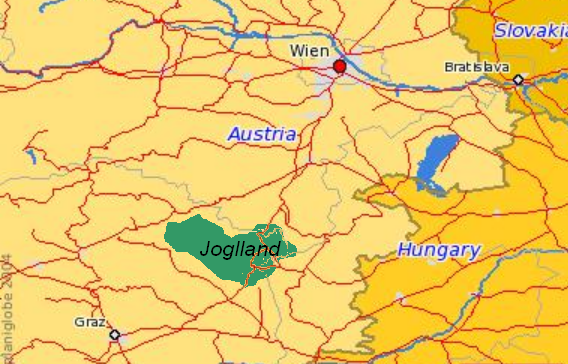
Lage der Region Joglland - Waldheimat, zwischen Wien und Graz, südöstlich des Semmering

Das Joglland liegt in der Oststeiermark zwischen Wechsel, dem oberen Feistritztal, dem Safenbach und dem Raum Hartberg-Friedberg. Es bildet eine Untergruppe des Randgebirges östlich der Mur.
Nördlich liegt die Semmeringregion, nordöstlich die Region Bucklige Welt (Niederösterreich). Nordwestlich liegen die Fischbacher Alpen, und dahinter das untere Mürztal. Gegen Westen und Südwesten hin erstreckt sich das Grazer Bergland. Im Süden folgt das Oststeirische Hügelland, und gegen Südosten das Südburgenland – letztere beide schon Teil des Alpenvorlands im Südosten gegen Pannonien hin.
Die höchsten Erhebungen dieser Gegend mit Mittelgebirgscharakter sind neben den Gipfeln des Wechselmassivs – wie z. B. Hochwechsel (1742 m), Stuhleck (1782 m), Herrenstein (1448 m) und Hochkogel (1314 m) – der Wildwiesen (1254 m), der Masenberg (1261 m) und der Blasenberg (1313 m).
Entwässert wird das Gebiet von Feistritz und Lafnitz.

## Natur
Geschlossener Bestand in Fichte und Rotföhre überwiegt, doch gibt es auch inselartige Rotbuchenbestände.
Von besonderem ornithologischen Interesse sind die vergleichsweise guten Brutvorkommen von Schwarzstorch und Wachtelkönig.
Folgende Schutzgebiete in Natur- und Landschaftsschutz liegen teilweise oder zur Gänze im Joglland:
- Europaschutzgebiet Teile des Steirischen Jogl- und Wechsellandes
- Landschaftsschutzgebiet Waldbach-Vorau-Hochwechsel
- Naturschutzgebiet Sommersguter Moor

## Besiedlung
Die Besiedelung ging vor allem vom im 12. Jahrhundert gegründeten Augustiner-Chorherrenstift Vorau aus. Vorau und Pöllau sind auch heute noch kulturelle Zentren des Gebietes.

## Tourismusregion Joglland–Waldheimat und LEADER-Region Kraftspendedörfer Joglland
Wirtschaftlich gesehen ist für die verkehrsmäßig relativ schlecht erschlossene Region neben der Landwirtschaft der Tourismus die Haupteinnahmequelle, so entstand hier 2006 auch der größte Tourismusverband der Steiermark, Joglland - Waldheimat (in Bezug auf Rosegger), der sich über die Grenzen des Jogllands im eigentlichen Sinne Richtung Nordwesten bis in die Waldheimat, die Kernregion der Fischbacher Alpen, gegen das Murtal hin erstreckt. Man setzt hier vor allem auf sanften Tourismus mit einigen kleinen Wintersportgebieten und ausgedehnten Wanderregionen. Ein weiteres Tourismusprojekt ist die im Sommer 2008 eröffnete Erlebnisausstellung Kräftereich St. Jakob im Walde, die sich das „Reich der Mächte, Mythen und Wirklichkeiten“ zum Thema gemacht hat. Im Zuge der steirischen Tourismusstrukturreform 2021 wurde der Tourismusverband Joglland - Waldheimat mit den anderen Oststeirischen Tourismusverbänden zusammengelegt.
Diese Region ist seit 1995 als Lokale Aktionsgruppe (LAG) Kraftspendedörfer Joglland auch im LEADER-Programm, der Strukturförderungsinitiative der EU, vertreten.
Zum Verband und der Leader-Region gehörten ursprünglich die 21 Gemeinden: Wenigzell, Fischbach, Miesenbach, Vorau, Mönichwald, St. Jakob im Walde, Ratten, Birkfeld, Strallegg, St. Kathrein a.H., Rettenegg, Waisenegg, Waldbach, Puchegg, Riegersberg, Schachen, Vornholz, Gschaid, Eichberg, Stambach, Grafendorf. Bei der Gemeindestrukturreform in der Steiermark wurden einige Gemeinden ab 2015 mit anderen zusammengeschlossen. In der LEADER-Periode 2014 bis 2020, die bis 2022 verlängert wurde, waren folgende 12 Gemeinden Teil der LEADER Region: Wenigzell, Fischbach, Miesenbach, Vorau, St. Jakob im Walde, Ratten (Steiermark), Birkfeld, Strallegg, St. Kathrein a.H., Rettenegg, Waldbach-Mönichwald und Grafendorf. Mit Beginn der Periode 2023–2027 schied Grafendorf aus der LEADER-Region aus. Damit hat die LEADER-Region 11 Mitgliedsgemeinden.